# Riverton (Illinois)
Le village de Riverton est situé dans le comté de Sangamon, dans l’État de l’Illinois, aux États-Unis. Sa population s’élevait à 3 455 habitants lors du recensement de 2010, estimée à 3 433 habitants en 2016. Riverton fait partie de l’agglomération de Springfield, la capitale de l’État.

## Source
- (en) Cet article est partiellement ou en totalité issu de l’article de Wikipédia en anglais intitulé « Riverton, Illinois » (voir la liste des auteurs).